# Габріель Опря
Габріель Опря (рум. Gabriel Oprea; нар. 1 січня 1961, Фундуля, Келераш) — румунський політик. Член Національного союзу за прогрес Румунії та колишній член Соціал-демократичної партії (СДП), він був членом румунської Палати депутатів від округу Ілфов з 2004. В уряді Адріана Нестасе він був міністром-делегатом з державного управління з червня 2003 по липень 2004, в уряді Еміля Бока він був міністром адміністрації та внутрішніх справ з грудня 2008 по січень 2009. Міністр національної оборони з грудня 2009 до травня 2012.
Заступник прем'єр-міністра, міністр внутрішніх справ з 2012 р. в уряді Віктора Понти.
Отримав ступінь доктора на факультеті права в Університеті Бухареста, випускник Коледжу національної оборони (курси для аспірантів з національної безпеки). Одружений, є дочка і син.